# Polysulfidy
Polysulfidy jsou soli obsahující polysulfidový aniont s obecným vzorcem S 2−
n . Jedná se o soli polysulfanových kyselin. V aniontu je uspořádáno několik atomů síry za sebou, oba okrajové atomy mají oxidační číslo −I, ostatní mají oxidační číslo 0.

## Vznik
Polysulfidy vznikají slučováním sulfidů se sírou, např.:
(NH4)2S + n−1 S → (NH4)2Sn.
Sulfid kobaltnatý CoS se používá k odsiřování, přičemž vznikají polysulfidy:
CoS + n−1 S → CoSn.

## Příklady
- Polysulfid amonný (NH4)2Sn
- Polysulfid sodný Na2Sn
- Polysulfid draselný K2Sn
- Polysulfid vápenatý CaSn

## Reakce
Polysulfidy se při okyselení rozkládají na sulfidy a elementární síru:
S 2−
n  → S 2−
  + n−1 S.